# إدوارد تشن
إدوارد تشن (بالصينية: 陳坤耀) هو قاضي صلح ‏ صيني، ولد في 14 يناير 1945 في هونغ كونغ في الصين.